# Трофимчук Олександр Павлович
Олекса́ндр Па́влович Трофимчу́к (народився 9 квітня 1944 в селі Михалківці Рівненської області) — український співак і актор. Народний артист Української РСР (1989).

## Загальні відомості
Закінчив Київську консерваторію (1971). З 1971 — соліст Київського національного академічного театру оперети.
В 1970—1980 роки концертний дует Олександра Трофимчука і Людмили Маковецької приніс виконавцям визнання і популярність.
Знявся у музичних фільмах: «Ліричний дует» (1984), «Осіннє золото» (1986).
Кавалер ордена «За заслуги» ІІІ ступеня (2004). Володар Гран-Прі міжнародного вокального фестивалю «Квітнева весна» (1994, м. Пхеньян, Північна Корея).

## Ролі
За час роботи у Київському театрі оперети зіграв понад 70 ролей сучасного та класичного репертуару. Серед них:
- Яровий («Товариш Любов» В. Ільїна)
- Левко («Майська ніч» М. Лисенка)
- Барінкай («Циганський барон» Й. Штрауса)
- Едвін («Сільва» І. Кальмана)
- Раджамі («Баядера» І. Кальмана)
- Фраскатті («Фіалка Монмартру» І. Кальмана)
- Богданович («Весела вдова» Ф. Легара)
- Шуфлєрі («Звана вечеря з італійцями» Ж. Оффенбаха)
- диригент Діффенбах («Бал у Савойї» П. Абрахама)
- Зупан («Циганський барон» Й. Штрауса)